# Orquesta Pau Casals

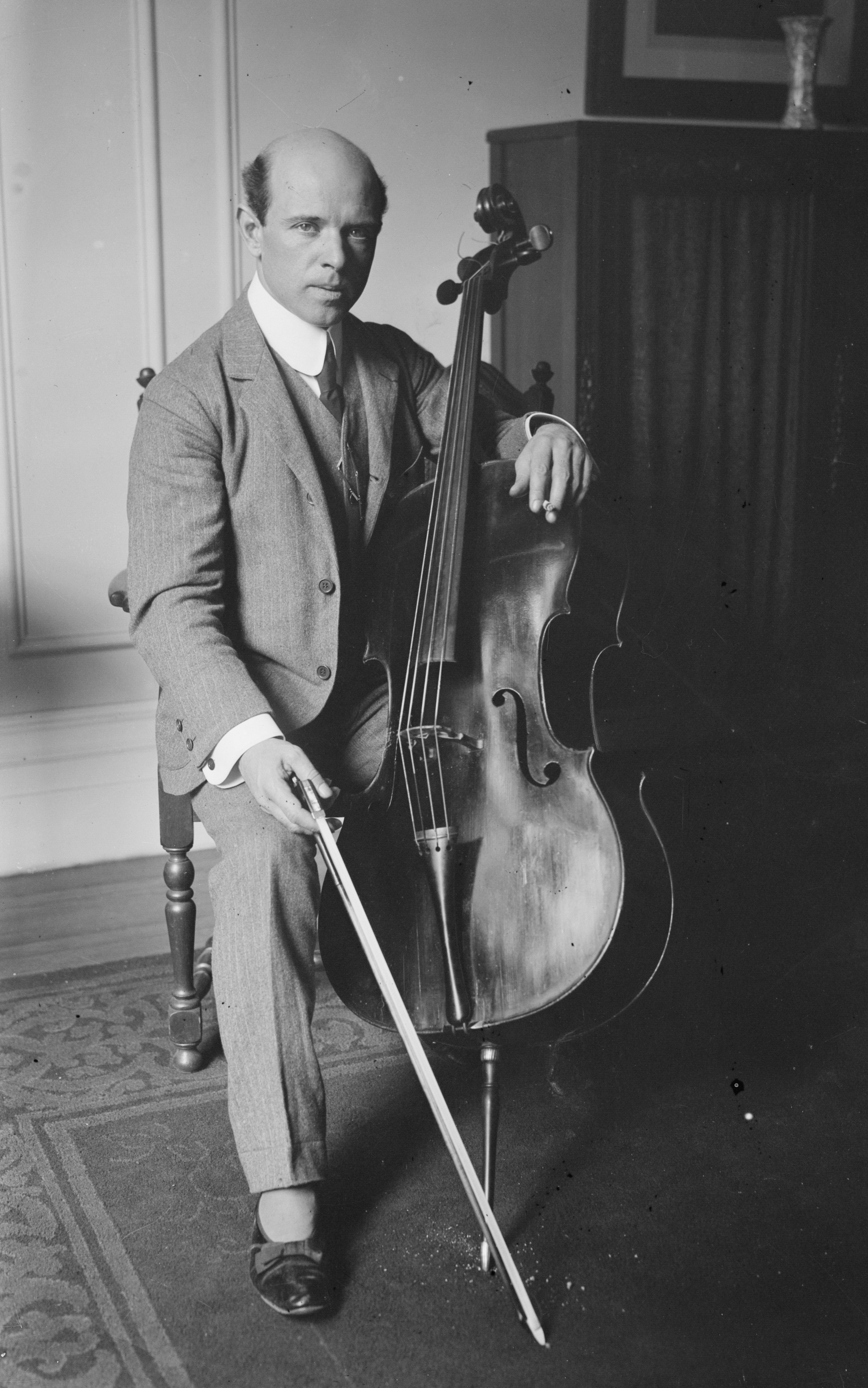
Pau Casals en fecha desconocida, c. Década de 1910-1920

La Orquesta Pau Casals (en catalán y oficialmente, Orquestra Pau Casals) fue una orquesta sinfónica con sede en la ciudad de Barcelona, fundada en 1919 y dirigida por el compositor y violonchelista Pau Casals, que funcionó en Barcelona entre 1920 y 1937. Fue una de las mejores orquestas del momento y contribuyó a dar a conocer muchas obras del repertorio clásico en Barcelona. Daba sus conciertos en el Palacio de la Música Catalana.
El fondo de la Orquesta Pau Casals se conserva en la Biblioteca de Cataluña.

## Historia

### Planteamiento
En 1919, Pau Casals tuvo la idea de crear una orquesta en Barcelona, con el objetivo principal que la ciudad pudiera contar con una orquesta de calidad que difundiese el gran repertorio musical: no sólo las obras de repertorio (muchas de las cuales todavía no se habían hecho en Barcelona), sino también obras de compositores contemporáneos; además, haría que viniesen a la ciudad los mejores solistas mundiales. Casals movió un ideal patriótico que "le obligaba" a participar en la vida musical de su país, y a mejorar la situación.
Primero intentó colaborar con la ya existente Orquesta Sinfónica de Barcelona, a la que, a juicio de Casals, le faltaban recursos financieros sólidos y una organización y metodología de trabajo adecuadas. La falta de respuestas positivas lo llevó a plantearse la creación de una nueva formación.
Con la ayuda de su hermano Enric Casals encontró soportes y se constituyó un consejo directivo para la organización, donde colaboraron Felip Capdevila, como tesorero, Joaquim Pena, como secretario, y Vidal i Quadres como presidente. Casals contrató 88 músicos, pagándoles él mismo, y comenzó con un riguroso programa de ensayos, trabajando en aspectos como la afinación, que entonces no eran habituales en las orquestas de Barcelona. Casals, como director, consiguió crear un clima de fervor que hizo que los músicos rindiesen al máximo y se sintiesen responsables de una obra que iba más allá de la interpretación pura y dura.
Poco después de haberse presentado en público la orquesta, se constituyó un patronato con el objetivo de ayudar en la financiación de la orquesta, que no recibía ningún tipo de subvención pública ni ayudas de la Administración. Esta financiación, en buena medida, estuvo a cargo del propio Casals, que dedicó una parte importante de sus ganancias como concertista y nunca cobró por su trabajó en la orquesta. Los miembros del patronato, que sobrepasaban el millar, abonaban una cuota doble y colaboraban como socios protectores; a cambio, Casals ofrecía un recital al año (el único que en esos momentos ofrecía el músico en Barcelona), exclusivamente para ellos.
El proyecto era hacer unos veinte conciertos por temporada: diez en otoño y diez en primavera.

### Actividad pública
El 13 d'octubre de 1920 se dio el primer concierto de la Orquesta Pau Casals en el Palacio de la Música Catalana.
Al principio, el mundo musical de Barcelona no hizo demasiado caso ni dio soporte. Sin embargo, en poco tiempo la orquesta se consolidó y alcanzó un alto nivel de calidad, que le permitió afrontar obras del repertorio complejas, a menudo inéditas en Barcelona, como los grandes oratorios de Johann Sebastian Bach, Las estaciones y La creación de Franz Joseph Haydn (1932), David penitente de Wolfgang Amadeus Mozart (1933), la Missa en si' de Franz Schubert, la Sinfonía de los salmos de Igor Stravinski (en 1934, dirigida por el autor) o la Missa solemnis, la novena sinfonía o Cristo en el monte de los Olivos de Ludwig van Beethoven. 
La fama de Casals hizo que numerosos solistas de prestigio internacional quisieran colaborar con la orquesta. Entre ellos: Gaspar Cassadó (desde 1921, diversas veces), Wanda Landowska (1921), Alfred Cortot (1922, 1927, 1929, 1933), Alfredo Casella al piano (1922), Miecio Horszowski, Elisabeth Schumann (1923), Blanche Selva (1926), Jacques Thibaud (1927, 1929), Eugène Ysaye (en su última actuación como solista, interpretando el concierto de Beethoven), Horace Britt, Harold Bauer (1927), Donald Francis Tovey (1927 y 1928), Charles Panzéra, Ildebrando Pizzetti, Baltasar Samper, Robert Gerhard (1931), Joan Manén, Arnold Schönberg (1932), Erich Wolfgang Korngold, Pierre Fournier (1934)... No obstante, una de sus principales solistas para grandes oratorios y obras destacadas, como la Novena Sinfonía de Beethoven, fue la prestigiosa liederista Conxita Badia, que actuó con Casals y su orquesta en más de treinta ocasiones.
La Orquesta fue dirigida por Adrian C. Boult, Serge Koussevitzky (1922), Richard Strauss, Igor Stravinski, Max von Schillings (1925), Alexander von Zemlinsky, Manuel de Falla (1926), Eugène Ysaye (1927), Joaquín Turina (1928), Alfredo Casella (1929), Vincent d'Indy (1930), Ernesto Halffter, Ildebrando Pizzetti (1931), Anton Webern (1931, 1936), Arnold Schönberg (1932), Enric Fernández Arbós (1932, 1935), Fritz Busch (1933, 1934), Joaquín Zamacois, Jaume Pahissa i Jo, Enric Morera, Joaquim Serra, Erich Wolfgang Korngold (1934), Ernest Ansermet, Hermann Scherchen (1936), Arthur Honegger, entre otros.
Además, fueron colaboradores habituales músicos e intérpretes como Enric Casals, Eduard Toldrà, Joan Lamote de Grignon, Emili Vendrell, Conxita Badia, Mercè Plantada, Emili Sagi-Barba, Alexandre Vilalta, Blai Net, Concepció Callao, entre otros.
También estrenaron obras de autores como Juli Garreta (Les illes Medes, 1923, y el Concert per a violí i orquestra, 1925), Jaume Pahissa i Jo (Sinfonietta, 1921, Monodia, 1925, i Suite intertonal, 1926), Manuel Blancafort (El rapto de las sabinas) o el propio Casals (la Sardana para 32 violonchelos, 1929). El estreno mundial del Concerto para clave y cinco instrumentos de Manuel de Falla, en 1926, la hicieron cinco músicos de la Orquesta Pau Casals, dirigidos por el autor. En 1936 estrenó el Concierto para violín i orquesta (a la memoria de un ángel) de Alban Berg.
En 1928 Casals rindió un homenaje a Joaquín Turina, dirigiendo algunas de sus obras (entre ellas, el estreno en España de su ballet Ritmos).
La Orquesta también actuó fuera del Palacio de la Música. En 1925 actuó en el Coliseum (Barcelona) y en 1925 dio ocho conciertos en el Gran Teatro del Liceo, siendo dirigida por Richard Strauss, Igor Stravinski, Max von Schillings, Hans Winderstein y Cril Slaviansky d'Agreneff; en 1926 fue dirigida por Alexander von Zemlinsky. En 1922 y 1923 ya había tocado en el Liceo. En 1926 ofreció un concierto popular en el Teatro-Circo Olympia de Barcelona. El 15 de abril de 1931, el día siguiente de la proclamación de la República, se hizo un concierto en el Palacio Nacional de Montjuic, donde se interpretó, junto al Orfeón Graciense, la Novena sinfonía" de Beethoven. En el mismo lugar, la Orquesta tocó en 1934 durante el homenaje que Barcelona rindió a Pau Casals.
Fuera de Barcelona, actuó en otras ciudades catalanas, como El Vendrell (1927). En mayo de 1924 actuó en el Ayuntamiento de París y en el Teatro de los Campos Elíseos de París.
A menudo, en las obras corales, colaboró con el Orfeón Graciense y el Orfeón Catalán. En 1936 participó en el Festival de la Sociedad Internacional de Música Contemporánea que tuvo lugar en Barcelona, siendo dirigida por reconocidos músicos y estrenando algunas obras como el Concierto para violín de Berg. 
Durante los años de la República, se habló de la intención de la Generalidad de Cataluña de convertir la Orquestra Pau Casals en orquesta nacional con el nombre de Orquestra de Cataluña. El estallido de la guerra impidió que se llegase a hacer.

### Final
La Orquesta debía inaugurar la Olimpiada Popular de Barcelona, 1936, con un concierto en el Teatro Griego, donde se interpretaría la Novena sinfonía de Beethoven. Durante los ensayos en el Palacio de la Música, se comunicó que se había producido la revuelta militar del 18 de juliol. Casals narra como la orquesta, la solista Conxita Badia y el Orfeón Graciense interpretaron, sin público, el último movimiento como un canto a la paz. El concierto no se llegó a hacer.
Los acontecimientos de la guerra y la represión posterior impidieron que la orquesta volviese a reunirse. Su historia pública se puede dar por acabada en 1936.
Se conservan diversas grabaciones de la Orquestra Pau Casals. Una de esas grabaciones corresponde al concierto ofrecido en Barcelona en junio de 1929. Pau Casals, violonchelo, y Jacques Thibaud, violín, interpretan el Doble concierto de Johannes Brahms, dirigidos por Alfred Cortot.

## Los conciertos populares de la Asociación Obrera de Conciertos
Desde 1926, la Orquestra Pau Casals fue la orquesta de la Associació Obrera de Concerts, fundada por Pau Casals con el objetivo de acercar la música a los obreros y trabajadores. A cambio de una pequeña cuota (seis pesetas al año), podían asistir a seis conciertos al año, que se celebraban los domingos por la mañana. Estos conciertos, reservados a los socios, alcanzaron un gran éxito y contribuyeron a difundir la música en un público que hasta el momento no había tenido acceso. La experiencia fue imitada en otros lugares.